# Чурово (Ярославский район)
Чурово — упразднённая деревня в Кузнечихинское сельском поселении Ярославского района Ярославской области России. Иключена из учётных данных в 2022 году.

## География
Деревня находилась в центральной части области, в зоне хвойно-широколиственных лесов, на расстоянии примерно 26 километров (по прямой) к северу от города Ярославля, административного центра области и района.

### Климат
Климат характеризуется как умеренно континентальный, с умеренно холодной зимой и относительно тёплым влажным летом. Среднегодовая температура воздуха — +3,5 °C. Средняя температура воздуха самого холодного месяца (января) — −11,1 °C (абсолютный минимум — −46 °C); самого тёплого месяца (июля) — +18,2 °C (абсолютный максимум — +38 °C). Безморозный период длится около 214 дней. Годовое количество атмосферных осадков составляет около 646 миллиметров, из которых большая часть (около 70 %) выпадает в тёплый период. Устойчивый снежный покров держится около 151 дня. Среднегодовая скорость ветра — 4,7 м/с.

## Население
| 2007 | 2010 |
| ---- | ---- |
| 0    | →0   |

Согласно результатам переписи 2002 года население отсутствовало.